# Подбјел
Подбјел (слч. Podbiel) насељено је мјесто са административним статусом сеоске општине (слч. obec) у округу Тврдошин, у Жилинском крају, Словачка Република.

## Становништво
| Година:    | 1994. | 2004.   | 2014.   | 2024.   |
| ---------- | ----- | ------- | ------- | ------- |
| Број људи: | 1177  | 1258    | 1277    | 1338    |
| Разлика:   |       | +6,88 % | +1,51 % | +4,77 % |

| Година:    | 2023. | 2024.   |
| ---------- | ----- | ------- |
| Број људи: | 1329  | 1338    |
| Разлика:   |       | +0,67 % |

Према подацима о броју становника из 2024. године насеље је имало 1338 становника.